# شانک‌ماهیان
شانَک‌ماهیان (Sparidae) یکی از خانواده‌های ماهیان است. این نوع همچنین یکی از انواع سوشی است و به آن به تای گفته می‌شود.
از ماهیان این خانواده چند گونه، در آب‌های جنوبی ایران زندگی می‌کنند:
- شانک دونواری
- صُبیتی
- شانک زردباله
- کوپَر
- سیم دندان‌نما